# Bullet Journal
Pour les articles homonymes, voir Bullet (homonymie).
Le Bullet Journal (ou Bujo) est une méthode d'organisation personnelle mise au point par le designer new-yorkais Ryder Carroll,. Il s'agit d'un système d'organisation personnalisable et qui n'est pas numérique. Il permet d'organiser des calendriers, des rappels, des listes, des remue-méninges, des trackers, des journaux et d'autres moyens d'organisation dans un seul et même carnet nommé bullet journal. Le nom Bullet Journal vient de l'anglais bullet, qui renvoie à l’organisation des informations par puces (« • », bullets, en anglais), mais aussi au carnet marqué de points plutôt que de lignes qui sont généralement utilisés par les adeptes de cette méthode. Il est également possible d'utiliser cette méthode sur cahier ligné ou quadrillé mais ceux-ci sont généralement moins utilisés. Apparu en 2013, il est devenu très populaire grâce aux réseaux sociaux,, notamment Instagram ou encore Pinterest.

## Historique
À la fin des années 1990, Ryder Carroll, souffrant de troubles de l'attention, cherchait une méthode d'organisation personnelle pour l'aider à gérer sa vie d'étudiant universitaire.
Après avoir essayé certains systèmes organisationnels, il met au point sa propre méthode : le Bullet Journal. La méthode s'est ensuite popularisée parmi ses amis.
En 2013, sur les conseils d'un ami, il décide de partager sa méthode sur internet. Il attire alors l'attention sur les réseaux sociaux et son concept récolte plus de 80 000 dollars américains lors d'une campagne de sociofinancement sur Kickstarter.
La méthode est née de l'expérience de Carroll en tant que designer d'applications, sites webs, jeux et son intérêt pour le scrapbooking.
En 2018, Carroll publie un livre sur sa méthode : The Bullet Journal Method.

## Méthode
Un Bullet Journal est communément rédigé à la main dans un unique carnet. Les principaux éléments du Bullet Journal sont : l'index, les symboles clefs, les feuilles de route, les collections et la migration.
L'index fonctionne comme une table des matières, indiquant où se situent les informations dans le journal.
Les symboles clefs (tirets, astérisques, cercles, etc.), de l'anglais keys, servent à simplifier, abréger et organiser l'information. Ces symboles sont listés et légendés au sein d'une page généralement située au début du journal. Les catégories de symboles que l'on retrouve le plus souvent sont : les tâches, les évènements, les évènements reportés à une autre date et les notes, mais chacun peut s'approprier la méthode et utiliser les symboles qu'il souhaite.
Les feuilles de route sont des listes de tâches organisées selon différentes échelles de temps (quotidien, hebdomadaire, mensuel, annuel, etc.).
Les collections constituent la majeure partie du bullet journal et organisent les informations par sujet : il peut s'agir de feuilles de route, de listes, etc. D'autres collections populaires comprennent le suivi des habitudes, des humeurs, de sport ou de régime alimentaire, une liste de livres à lire, de restaurants à essayer, etc.
La migration est le fait de mettre à jour les listes de tâches afin de reprogrammer les tâches inachevées à un moment ultérieur. Cela permet aux usagers du Bullet Journal de rester organisés et productifs en priorisant les activités importantes. La migration peut aussi désigner la transition d'un Bullet Journal terminé à un nouveau.

## Outils
Cette méthode nécessite pour seuls matériels un crayon ou un stylo et un carnet. Toutefois, beaucoup d'usagers innovent dans le choix des outils. Des carnets spécialement conçus pour ce type d'activité sont commercialisés, mais tout type de carnet peut être utilisé. Les usagers intéressés par l'aspect créatif du Bullet Journal utiliseront sûrement une panoplie d'outils comme une règle, des crayons de couleurs ou des marqueurs, des autocollants, des pochoirs, du washi tape (ruban adhésif décoré), des surligneurs, de l'aquarelle, etc.
Le système du Bullet Journal fournit un cadre pour permettre aux usagers de planifier leur quotidien et gagner en productivité.

## Styles
Depuis sa mise au point par Ryder Carroll, la méthode du Bullet Journal a été revisitée en une multitude de styles différents : minimaliste, artistique, griffonnée, etc..
Ce qui change d'un style à l'autre est son élaboration, que ce soit en matière de contenu ou d'apparence, ou tout simplement d'approche du système. Par exemple, le Bullet Journal peut être utilisé pour son aspect organisationnel, ou comme exutoire créatif.
Le Bullet Journal numérique s'est aussi popularisé, notamment avec des communautés en ligne. Bien qu'il soit plutôt rédigé à l'aide d'un carnet et d'un stylo, plusieurs utilisateurs ont créé des journaux numériques en utilisent diverses applications de prise de notes voire des applications spécialement dédiées au journal numérique. La méthode reste sensiblement la même, mais certaines personnes tendent à préférer sa version numérique, notamment car elle est plus facile à personnaliser sans qu'il soit nécessaire d'acheter des outils dédiés.
Avec ce type d'organisation, il est possible de tout sauvegarder et d'y avoir accès sur n'importe quel outil informatique. Une fonction de recherche peut être intégrée, avec laquelle il est plus facile de retrouver certaines informations. Il est également possible d'ajouter des notes audio puisque plusieurs applications proposent cette fonctionnalité.

## Usages
Le Bullet Journal est une méthode d'organisation utilisée principalement pour ordonner tous les aspects du quotidien. Il prend une place prépondérante chez les étudiants dans l'organisation de leurs comptes-rendus, mais aussi pour la gestion des tâches quotidiennes (comptes, courses, ménage, etc.) et de la mise en place d'habitudes. Cet outil personnel s'oriente de plus en plus vers le bien-être et le développement personnel.